# Orgasmkontroll

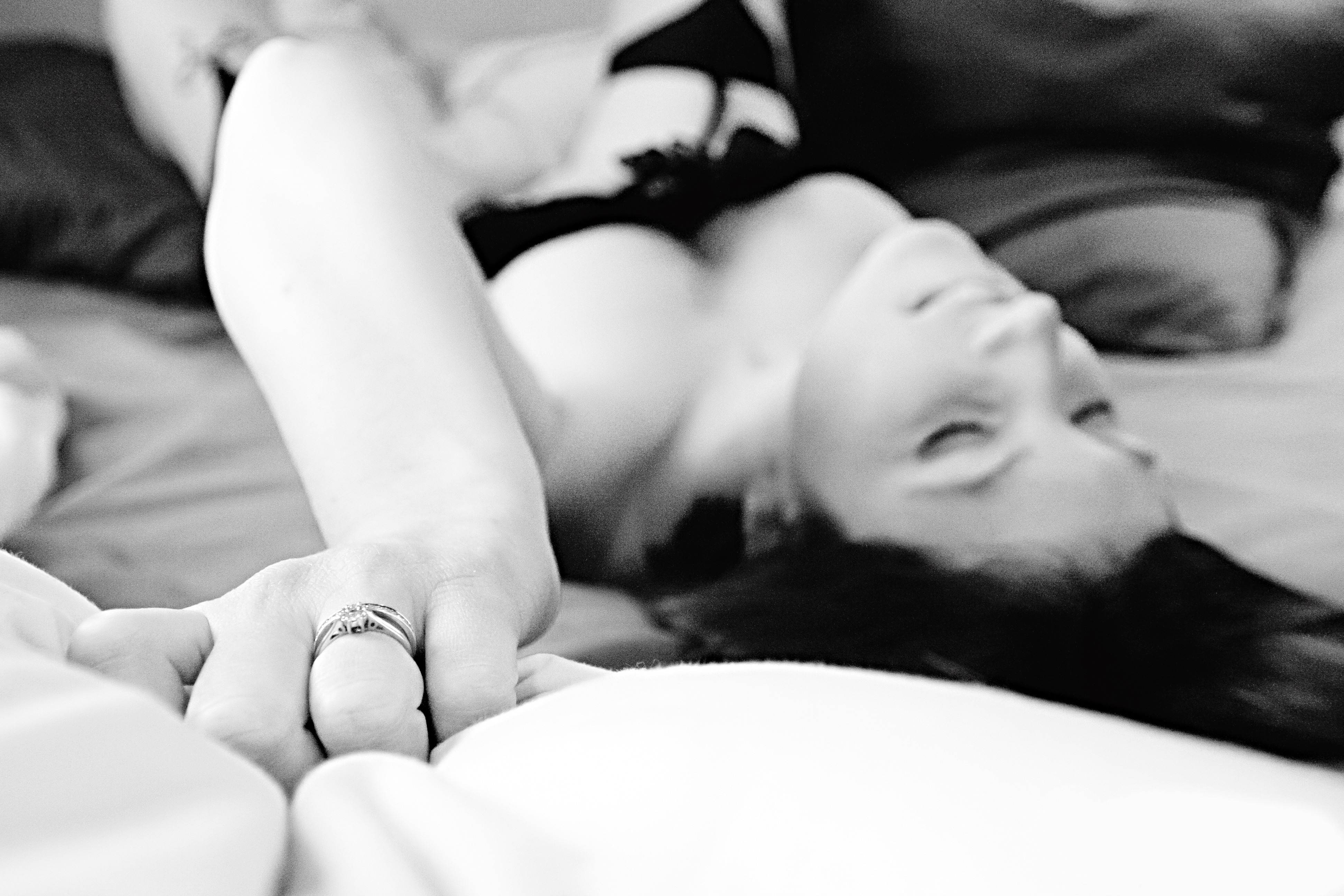
Under ett samlag kan orgasmkontroll förlänga tiden som man är sexuellt upphetsad.

Orgasmkontroll eller edging (engelska för att 'gå på en egg', 'balansera på gränsen') är en sexuell teknik där orgasmen kontrolleras. Den utövas ensam eller tillsammans med en partner och innebär upprätthållande av en hög nivå av sexuell upphetsning under en längre period, utan att nå klimax.
Tekniken innebär antingen att en sexpartner har kontroll över den andra partners orgasm, eller att en person fördröjer sin egen orgasm under sexuell aktivitet med en partner eller genom onani. Alla metoder för sexuell stimulering kan användas för att uppleva kontrollerad orgasm.

## Syfte och effekt
Orgasmkontroll syftar till att förlänga den "sköna stunden", den tid som den sexuella upphetsningen pågår. Det kan bland annat handla om att minska stimulansen av erogena zoner när lustnivån höjs upp mot platåfasen. Resultatet blir ofta en mer intensiv orgastisk känsla, när orgasmen väl infinner sig.
Under kontrollfasen utsöndras en mängd dopamin i kroppen, vilket bidrar till att bevara upphetsningen.
Orgasmkontroll kan även resultera i epididymal hypertension, även känt som "blue balls", en situation där allt det ackumulerade blodet runt könsorganen skapar ett obehagligt tryck.

## Olika situationer

### Under samlag
Under samlag, det vill säga när man har sex med en eller flera partners, stimulerar partnern någon annan, eller minskar stimuleringsnivån när man närmar sig en orgasm. Erotisk sexuell förnekelse uppstår när partnern som har kontroll över den andra partners orgasm förlänger orgasmen, för att möjliggöra en ökad nivå av sexuell spänning. När en partner så småningom ger tillräckligt med stimulans för att uppnå en orgasm, kan den vara starkare än vanligt på grund av den ökade spänning och upphetsning som byggs upp under den förlängda stimuleringen.
Ett exempel på användningen av orgasmkontroll i partnersex kan ses i BDSM. Om partnern vars orgasm kontrolleras (ibland kallad den undergivna partnern), är bunden, kan den bättre kontrollera orgasmen. Denna aktivitet kallas ibland på engelska tie and tease, och om orgasm nekas är det som ett retande och förnekande.
En variant av samlag med orgasmkontroll är känd som tantriskt sex. Detta är ett koncept baserat i indisk filosofi.

### Under onani
När man onanerar, kan varierad kraft och teknik vid stimuleringen av könsorgan och andra erogena zoner balansera upphetsningen, så att orgasmen skjuts fram i tiden. Vid "rätt utfört" stopp i stimuleringen, kan blodflödet till könsorganen öka. Detta anses även här kunna leda till en mer intensiv orgasm. Orgasmkontrollen kan även vara mer effektiv vid onani än vid samlag, eftersom det inte finns någon annan person närvarande som kan "störa" kontrollerandet.
Orgasmkontroll är relativt vanligt i samband med onani där visuella stimuli (pornografi och annan erotica i bild eller film) används för ökad upphetsning. Praktiserandet av orgasmkontroll vid onani anses ibland ha blivit vanligare sedan Internet och dess stora utbud av visuell pornografi blivit allmänt tillgänglig. Successivt betraktande av en stor mängd visuella stimuli kan bidra till en avsevärt förlängd "onanisession" med återkommande avbrott på grund av flitiga bild/film-byten. Genom det stora utbudet och den förlängda upphetsningsperioden finns också en risk/möjlighet att utforska och vänja sig vid allt mer avancerat material. Återkommande onani under orgasmkontroll och pornografikonsumtion kan också vara vanebildande, och ibland talas om att onanisten då "outsourcar" sina sexuella fantasier. Vissa terapeuter talar till och med om att orgasmkontroll via pornografiskt "hoppande" mellan bilder och filmer är en annan sak än orgasmkontrollen under ett samlag.

## Olika ord
På engelska är numera edging det kanske vanligaste ordet för orgasmkontroll, men även peaking eller surfing förekommer som benämningar.
Kontrollen av orgasmen är kallad "slow masturbation" i Alex Comfort 's New Joy of Sex (1993) och "förlängd massiv orgasm" (extended massive orgasm) i Vera och Steve Bodanskys bok från 2000 med samma namn. En liknande teknik används i boken The One Hour Orgasm (1988) av Leah och Bob Schwartz.